# Carl Oscar Cardon
Carl Oscar Cardon, född 20 juli 1812 i Stockholm, död 3 maj 1899 i Stockholm, var en svensk litograf, konstpedagog och tecknare.
Han var son till tobakshandlaren Anders Cardon och Chatarina Elisabeth Grönberg samt gift  första gången 1838 med Anna Kristina Berg, och andra gången 1861 med Gustava Elisabeth Liljedahl. Han var bror till Johan Cardon och Daniel Cardon. Han studerade för Christian Forssell vid Konstakademien 1833–1838 och lärde sig litografera av sin bror Johan. Både Oscar och Johan anlitades av Forssell vid arbetet av boken Ett år i Sverige. Han medverkade i ett flertal av Konstakademiens utställningar på 1840- och 1860-talen. För Gustaf Henrik Mellins bokverk Sveriges store män... samt märkvärdigaste fruntimmer 1840-1849 litograferade han 201 porträtt, och för Wilhelm Wohlfahrts Les belles écuyers 1845 och Salon musical et dramatique 1841 utförde han ett flertal tecknade porträtt. Han utförde även en del litografier med landskaps- och stadsmotiv, utsikter av slott, herrgårdar och kyrkor men tyngdpunkten inom hans produktion låg inom porträttlitografin. Cardon var verksam som teckningslärare vid Konstakademiens principskola 1855–1879 och utgav läroböckerna Etuder för landskapsteckning 1860 och Ritkurs för nybegynnare 1863, båda böckerna var försedda med litograferade planscher. Cardon är representerad vid Nationalmuseum, Stockholm, Nordiska museet, Kalmar konstmuseum, Göteborgs konstmuseum och Sjöhistoriska museet. Han är begravd på Norra begravningsplatsen utanför Stockholm.